# Уйвешь
Уйвешь (Уйсвешь) — река в России, протекает в Бежецком районе Тверской области. Устье реки находится в 4,8 км по левому берегу реки Могоча. Длина реки составляет 59 км, площадь водосборного бассейна — 486 км².

## Данные водного реестра
По данным государственного водного реестра России относится к Верхневолжскому бассейновому округу, водохозяйственный участок реки — Молога от истока и до устья, речной подбассейн реки — Реки бассейна Рыбинского водохранилища. Речной бассейн реки — (Верхняя) Волга до Куйбышевского водохранилища (без бассейна Оки).
По данным геоинформационной системы водохозяйственного районирования территории РФ, подготовленной Федеральным агентством водных ресурсов:
- Код водного объекта в государственном водном реестре — 08010200112110000005675
- Код по гидрологической изученности (ГИ) — 110000567
- Код бассейна — 08.01.02.001
- Номер тома по ГИ — 10
- Выпуск по ГИ — 0

### Притоки (км от устья)
- 3,9 км: ручей Сиглина (пр)
- 16 км: канал без названия, у с. Захарино (лв)
- 30 км: ручей Лизенка (пр)
- 32 км: ручей Сгоща (пр)
- 45 км: река Каменка (лв)